# 多尼爾228
多尼爾228（Dornier Do 228）是由德國多尼爾公司研製的小型載客飛機，於1981至1997年間在德國奧伯普法芬霍芬製造了245架。1983年，印度斯坦航空有限公司购买了生产许可证，在印度北方邦坎普尔累积生产了125架。
2009年，瑞士RUAG開始在德國重新投產Do 228NG，機体組件由位於印度坎普爾的印度斯坦航空有限公司製造，並運至德國奧伯普法芬霍芬，由RUAG航空在那裡進行飛機總裝。 多尼爾228NG採用相同的機身，但技術和性能有所改進，例如新型五葉螺旋槳、玻璃駕駛艙和更長的航程。第一批產品於2010年9月交付。2020年，RUAG將多尼爾228出售給美國通用原子。

## 性能数据

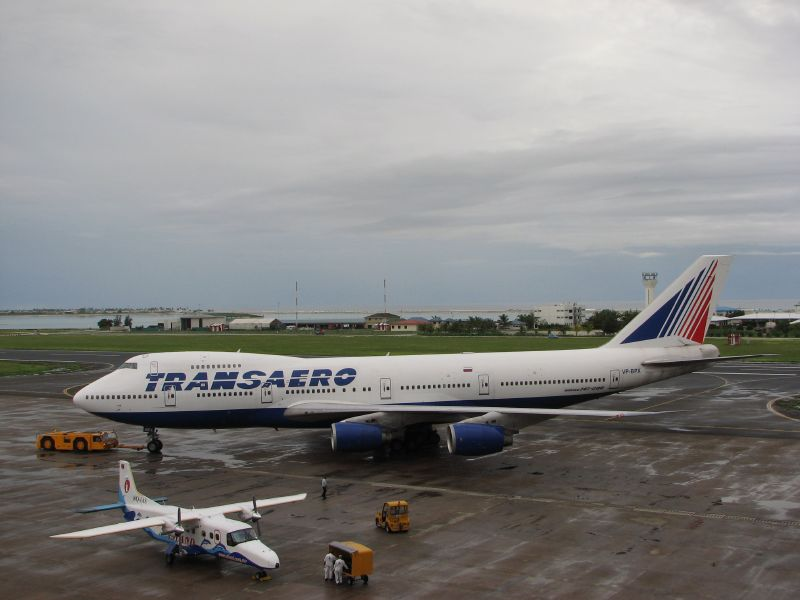
一架多尼尔228和一架波音747-200的尺寸比较

- 長度：16.56米
- 高度：4.86米
- 載客量：19人
- 空機重量：3,900 kg
- 最大起飛重量：6,575 kg
- 航程：1,037公里
- 巡航速度：434公里/時

## 事故
- 1990年8月14日，永興航空一架多尼爾228-201貨機（註冊編號B-12268）在降落蘭嶼機場13號跑道時，在離跑道50英尺處過早著陸，造成飛機起落架損毀，機上2名機組人員無人受傷。[2]

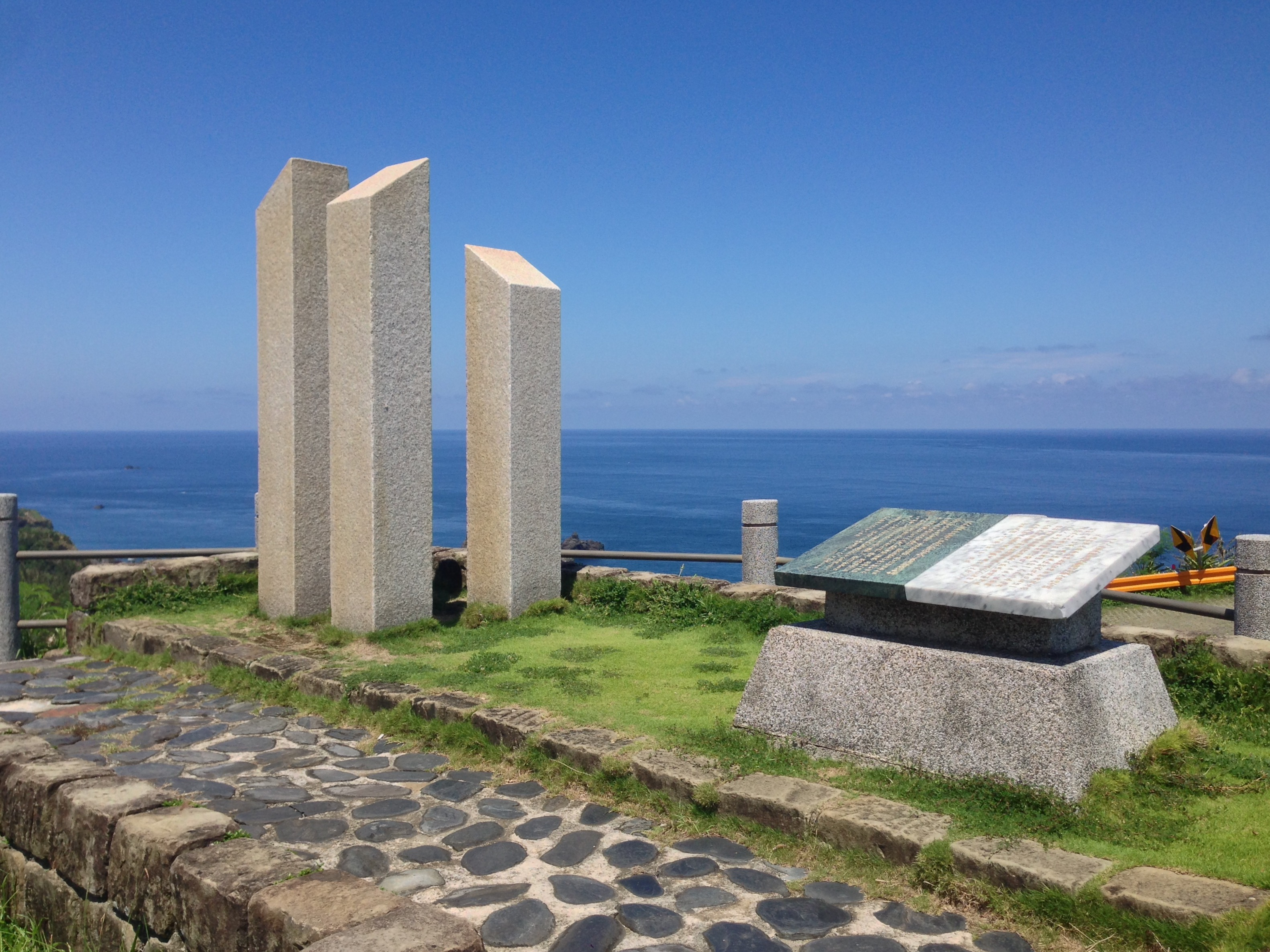
1993年永興航空客機失事因公殉職人員紀念碑

- 1993年2月28日[3]，永興航空一架從臺北松山機場[3]飛往蘭嶼的多尼爾228-201型客機（註冊編號B-12238），在暴雨中進近蘭嶼機場時墜毀在綠島蘭嶼海上[3]，機上4名乘客和2名機組人員全部遇難。[4]
- 1993年6月14日，永興航空一架從台東機場飛往綠島機場的多尼爾228-201型客機（註冊編號B-12298），在降落綠島機場跑道時過早著陸，導致右側起落架損毀。[5]
- 1996年4月5日，國華航空從臺北松山機場飛往馬祖北竿機場的7613號班機多尼爾228-212型客機（註冊編號B-12257）[6]，在北竿機場外海一海浬處失事墜海，機上乘客中五人溺斃一人失蹤。[3]空難是因為正副机师降落前專注寻找跑道而疏于注意飞行高度，導致高度过低；飛機墜毀後，又因后续处理不当，过于急切打开机舱，导致机舱大量进水造成乘客死亡和失踪。事後正副机师被判业务过失致死罪。[7]
- 1997年8月10日台北時間8時30分，國華航空從台北松山機場至馬祖北竿機場的7601號班機[8]多尼爾228-212型客機（註冊編號B-12256）在壁山墜毀。機上14名乘客和2名駕駛全部罹難。[9]空難原因是因為駕駛員飛錯航道導致撞山。[10]

## 外部連結
- 官方網頁（页面存档备份，存于）